# Lanty
Lanty est une commune française située dans le département de la Nièvre, en région Bourgogne-Franche-Comté.
Ses habitants sont appelés les Lantyçois.

## Géographie

### Climat
Pour des articles plus généraux, voir Climat de la Bourgogne-Franche-Comté et Climat de la Nièvre.
En 2010, le climat de la commune est de type climat océanique dégradé des plaines du Centre et du Nord, selon une étude du Centre national de la recherche scientifique s'appuyant sur une série de données couvrant la période 1971-2000. En 2020, Météo-France publie une typologie des climats de la France métropolitaine dans laquelle la commune est exposée à un climat océanique altéré et est dans la région climatique  Centre et contreforts nord du Massif Central, caractérisée par un air sec en été et un bon ensoleillement. 
Pour la période 1971-2000, la température annuelle moyenne est de 10,6 °C, avec une amplitude thermique annuelle de 16,6 °C. Le cumul annuel moyen de précipitations est de 925 mm, avec 12,7 jours de précipitations en janvier et 7,7 jours en juillet. Pour la période 1991-2020, la température moyenne annuelle observée sur la station météorologique de Météo-France la plus proche, « Avrée », sur la commune d'Avrée à 2 km à vol d'oiseau, est de 11,7 °C et le cumul annuel moyen de précipitations est de 884,8 mm. 
La température maximale relevée sur cette station est de 40,5 °C, atteinte le 24 juillet 2019 ; la température minimale est de −13,9 °C, atteinte le 7 février 2012,,. 
Les paramètres climatiques de la commune ont été estimés pour le milieu du siècle (2041-2070) selon différents scénarios d'émission de gaz à effet de serre à partir des nouvelles projections climatiques de référence DRIAS-2020. Ils sont consultables sur un site dédié publié par Météo-France en novembre 2022.

## Urbanisme

### Typologie
Au 1er janvier 2024, Lanty est catégorisée commune rurale à habitat très dispersé, selon la nouvelle grille communale de densité à sept niveaux définie par l'Insee en 2022.
Elle est située hors unité urbaine et hors attraction des villes,.

### Occupation des sols
L'occupation des sols de la commune, telle qu'elle ressort de la base de données européenne d’occupation biophysique des sols Corine Land Cover (CLC), est marquée par l'importance des territoires agricoles (62,3 % en 2018), une proportion identique à celle de 1990 (62,3 %). La répartition détaillée en 2018 est la suivante : prairies (45,7 %), forêts (34,4 %), zones agricoles hétérogènes (11,1 %), terres arables (5,4 %), zones urbanisées (3,3 %). L'évolution de l’occupation des sols de la commune et de ses infrastructures peut être observée sur les différentes représentations cartographiques du territoire : la carte de Cassini (XVIIIe siècle), la carte d'état-major (1820-1866) et les cartes ou photos aériennes de l'IGN pour la période actuelle (1950 à aujourd'hui).

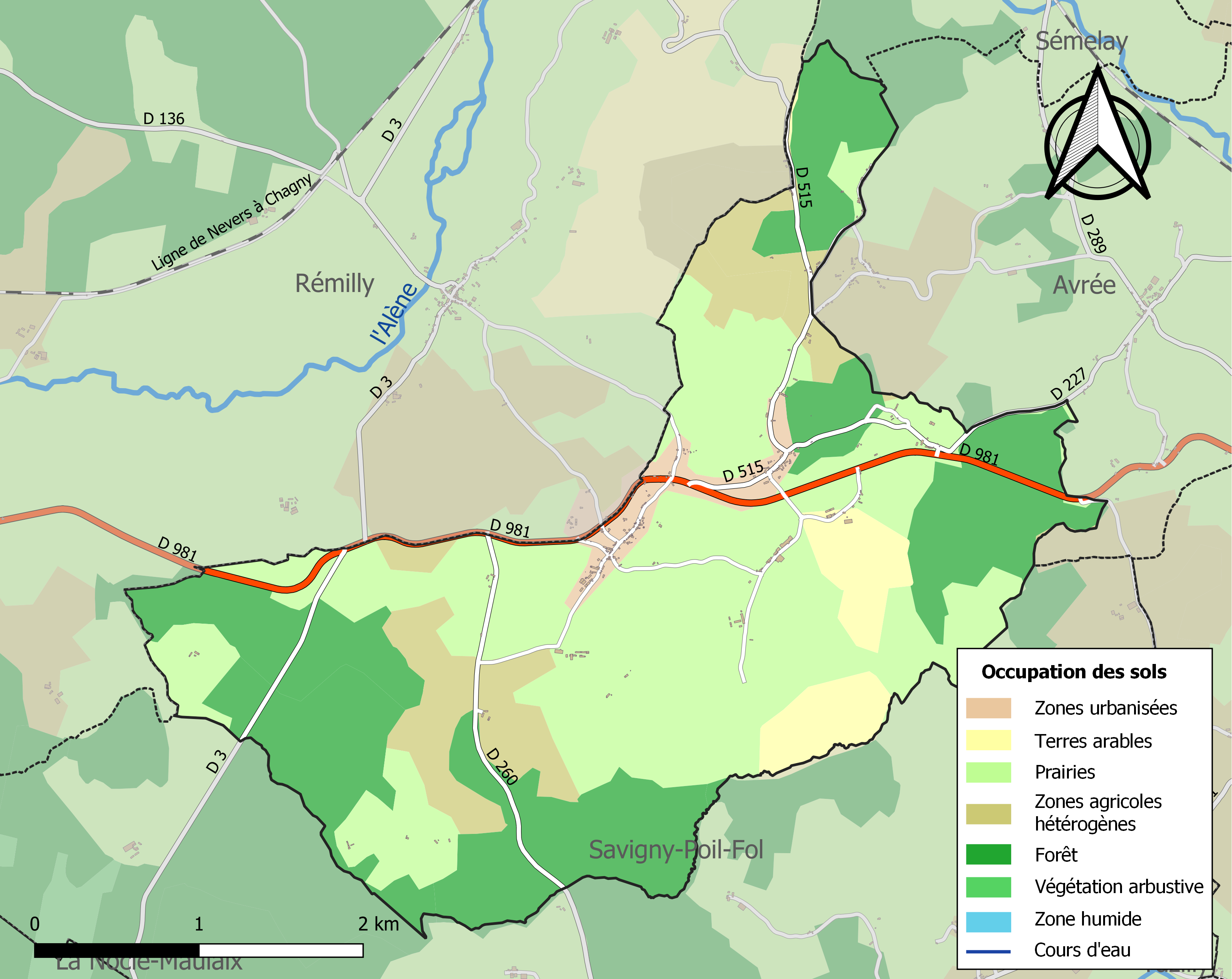
Carte des infrastructures et de l'occupation des sols de la commune en 2018 (CLC).

## Histoire

### Héraldique
| Blason | Blasonnement : « D'argent à la fasce de gueules, accompagnée de cinq merlettes du même ordonnées 3 et 2. » |

## Politique et administration
| Période                                  | Période  | Identité        | Étiquette | Qualité |
| ---------------------------------------- | -------- | --------------- | --------- | ------- |
| mars 2001                                | 2007     | Raymond Cousson |           |         |
| mars 2008                                | 2014     | Marielle Ledey  |           |         |
| mars 2014                                | en cours | Annick Bertrand |           |         |
| Les données manquantes sont à compléter. |          |                 |           |         |

## Démographie
L'évolution du nombre d'habitants est connue à travers les recensements de la population effectués dans la commune depuis 1793. Pour les communes de moins de 10 000 habitants, une enquête de recensement portant sur toute la population est réalisée tous les cinq ans, les populations de référence des années intermédiaires étant quant à elles estimées par interpolation ou extrapolation. Pour la commune, le premier recensement exhaustif entrant dans le cadre du nouveau dispositif a été réalisé en 2007.

En 2022, la commune comptait 122 habitants, en évolution de −0,81 % par rapport à 2016 (Nièvre : −3,28 %, France hors Mayotte : +2,11 %).
| 1793 | 1866 | 1872 | 1876 | 1881 | 1886 | 1891 | 1896 | 1901 |
| ---- | ---- | ---- | ---- | ---- | ---- | ---- | ---- | ---- |
| 343  | 452  | 542  | 566  | 553  | 571  | 676  | 616  | 603  |

| 1906 | 1911 | 1921 | 1926 | 1931 | 1936 | 1946 | 1954 | 1962 |
| ---- | ---- | ---- | ---- | ---- | ---- | ---- | ---- | ---- |
| 623  | 597  | 482  | 441  | 414  | 393  | 370  | 279  | 264  |

| 1968 | 1975 | 1982 | 1990 | 1999 | 2006 | 2007 | 2012 | 2017 |
| ---- | ---- | ---- | ---- | ---- | ---- | ---- | ---- | ---- |
| 238  | 208  | 158  | 117  | 110  | 121  | 123  | 127  | 122  |

| 2022 | - | - | - | - | - | - | - | - |
| ---- | - | - | - | - | - | - | - | - |
| 122  | - | - | - | - | - | - | - | - |

## Lieux et monuments
- Église de la Nativité-de-la-Vierge de Lanty, église paroissiale de style roman du XIIe siècle. De plan simple et allongé, avec clocher dans l'œuvre que suit une travée rectiligne à peine plus étroite. Nef surélevée, à faisceau plafonné, ayant fait disparaître les ouvertures ouest du clocher. Chœur constitué d'une abside circulaire voûtée en cul-de-four avec baies en forme de meurtrières ébrasées à l'intérieur dans l'abside et le mur sud du chœur. La travée du chœur est en voûte à anse de panier, à arcs appareillés qui la séparent de l'abside et de la nef[17]. La sacristie est adossée au mur gauche du chœur. Le clocher est trapu de faible élévation, en forme de tour carrée. Il est percé de deux baies cintrées, séparées par une colonnette dont le chapiteau est sculpté sur les trois faces : nord, est, sud, recouvert d'un toit pentu à quatre faces en ardoise. Parmi le mobilier, on remarquera un autel en bois ciré dont les décors sont sculptés en relief et datant de la fin du XVIIIe siècle (MH). Elle a fait l'objet d'un remaniement au XIXe siècle.
- Fontaine sacrée de la Bonne-Dame, à quelques pas de l'église dans un chemin en contrebas, vers la RN 81. Faisait jadis l'objet d'un pèlerinage.
- Le Fort de Lanty, maison seigneuriale du XIIe siècle qui a disparu sûrement au XVIIIe siècle. Elle est située à quelques centaines de mètres au sud de l'église, au milieu des champs. On en voit aujourd'hui très bien les contours, d'une grande motte, entourée de fossés par la présence de quelques pans de murs  peu visibles. Cette demeure a eu des propriétaires célèbres dont Françoise de Rabutin, fille de l'écrivain Roger de Bussy-Rabutin. Cette jeune femme devenue veuve alors qu'elle était encore jeune, épousa un ami : François de Rivière. Son père furieux vint au château, enleva sa fille et la séquestra. Un procès s'ensuivit, qui contraint le père à rendre sa liberté à sa fille, qui retrouva son mari et ses enfants[18].

## Personnalités liées à la commune
- Françoise de Rabutin.